# Uruguay op de Olympische Zomerspelen 1932
Uruguay nam deel aan de Olympische Zomerspelen van 1932 die in Los Angeles werden gehouden. Er werd één deelnemer afgevaardigd die bovendien een bronzen medaille wist te winnen.

## Prestaties van alle deelnemers

### Roeien
Mannen skiff:
| naam              | prestatie |
| ----------------- | --------- |
| Guillermo Douglas | 3e        |

Argentinië · Australië · België · Brazilië · Brits-Indië · Canada · Colombia · Denemarken · Duitsland · Estland · Filipijnen · Finland · Frankrijk · Griekenland · Groot-Brittannië · Haïti · Hongarije · Ierland · Italië · Japan · Joegoslavië · Letland · Mexico · Nederland · Nieuw-Zeeland · Noorwegen · Oostenrijk · Polen · Portugal · Republiek China · Spanje · Tsjecho-Slowakije · Uruguay · Verenigde Staten · Zuid-Afrika · Zweden · Zwitserland